# Usta
La Usta (in russo Уста?) è un fiume della Russia europea centrale (oblast' di Nižnij Novgorod e di Kirov), affluente di destra della Vetluga (bacino idrografico del Volga).
La sorgente del fiume si trova nel Tonšaevskij rajon (Nižnij Novgorod). Poco dopo la sorgente, scorre nel Kiknurskij rajon della regione di Kirov, quindi scorre di nuovo attraverso la regione di Nizhny Novgorod. Il canale è tortuoso, la direzione generale della corrente è verso ovest, poi verso sud. La valle del fiume è densamente popolata; ci sono un gran numero di villaggi sul fiume. L'insediamento più grande è la città di Uren'. Sfocia nella Vetluga a 169 km dalla foce, poco a nord del villaggio di Voskresenskoe. Il fiume ha una lunghezza di 253 km, l'area del suo bacino è di 6 030 km². Gela da novembre ad aprile. L'affluente maggiore è la Baja (lunga 106 km) proveniente dalla destra idrografica.